# Dr. Brain
Dr. Brain (em coreano: Dr. 브레인; RR: Dr. Beurein) é uma série de televisão sul-coreana de 2021 criada por Kim Jee-woon. O thriller de ficção científica é baseado no webtoon de mesmo nome de Hongjacga. É protagonizado por Lee Sun-kyun. A série é o primeiro programa em coreano produzido para a Apple TV+. Estreou em 4 de novembro de 2021 para acompanhar o lançamento do serviço de streaming na Coreia do Sul.
Em 27 de janeiro de 2022, a série foi renovada para uma segunda temporada.

## Elenco
- Lee Sun-kyun como Sewon Koh
- Lee Yoo-young como Jaeyi Jung
- Park Hee-soon como Kangmu Lee
- Seo Ji-hye como Jiun Choi
- Lee Jae-won como Namil Hong
- Uhm Tae-goo[2]
- Joo Min-kyung como Doutor

## Recepção
No Rotten Tomatoes a série detém um índice de aprovação de 80% com uma nota média de 7,7/10, com base em 15 avaliações. O consenso dos críticos do site diz: "Abrindo caminho através de uma premissa inebriante, talvez um pouco pesada demais, Dr. Brain, no entanto, dá aos espectadores muitas emoções cerebrais para refletir". O Metacritic, que usa uma média ponderada, deu uma pontuação de 71 em 100 com base em 11 resenhas, indicando "críticas geralmente favoráveis"..

## Prêmios e indicações
| Ano  | Prêmio                  | Categoria                     | Resultado |
| ---- | ----------------------- | ----------------------------- | --------- |
| 2022 | Emmy Internacional 2022 | Melhor Ator para Lee Sun-kyun | Pendente  |